# Orde de l'Atxa
L'Orde de l'Atxa fou un orde honorífic, a la manera de condecoració, concedit pel comte de Barcelona Ramon Berenguer IV a les dones defensores de Tortosa durant el setge de 1149, i que es transmetia a les seves descendents, sempre dones.
No va ser, però, un orde militar, com sovint es diu, ni tan sols una confraria. Que les destinatàries fossin només dones, i a causa d'una acció militar, sí que fou una circumstància extraordinària i va estendre la idea errònia que es tractava d'un orde militar femení.

## Història

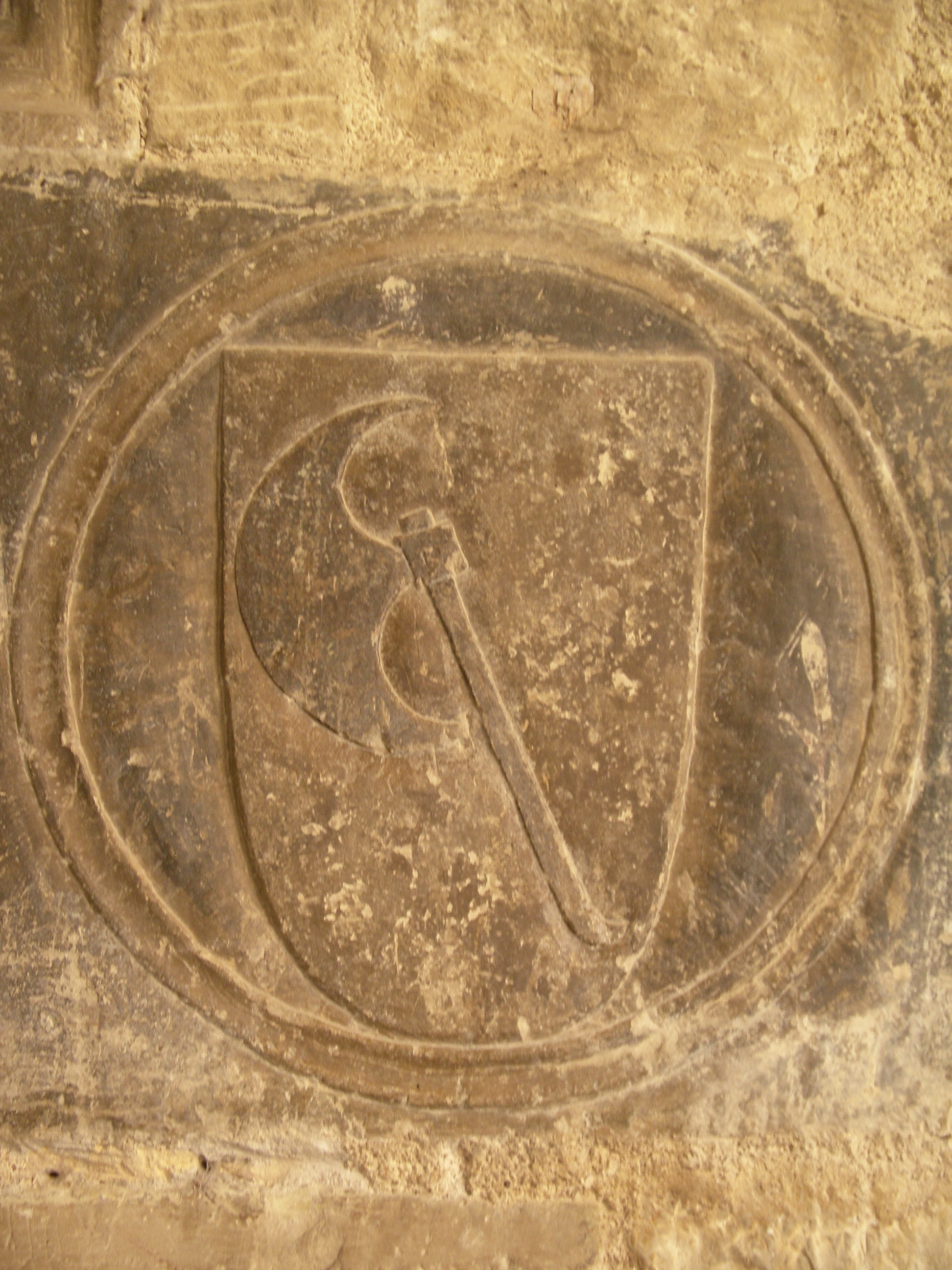
Escut de l'Orde de l'Atxa, a la làpida del claustre de la catedral de Tortosa, s. XIV

El motiu fou el comportament valerós de les dones durant el setge de Tortosa pels musulmans el 1149. Després de la conquesta de la ciutat per Ramon Berenguer IV, va marxar amb l'exèrcit a conquerir Lleida i Fraga. Els musulmans van aprofitar i van intentar reconquerir-la, posant-hi setge. Com que hi havia pocs homes a Tortosa, ja que eren en campanya, les dones van ajudar-ne en la defensa i els musulmans van haver d'aixecar el setge. El comte va crear l'orde com a homenatge, donant-li privilegis i exempció d'alguns impostos. Només en podien formar part les descendents de les defensores de la ciutat. Es distingien per vestir una mena d'escapulari amb una atxa (un tipus de destral) de gules (vermella) en pal. Pels testimonis descrits per Cristòfor Despuig, que ja en parla com d'un costum oblidat, sembla que el costum de portar aquest hàbit va durar fins a mitjan segle xv.
L'emblema de l'atxa es troba en algunes làpides funeràries medievals, i en un relleu, al costat de l'escut de la ciutat i la imatge de la marededéu, al claustre de la catedral de Tortosa, vora la capella de Santa Càndia, lloc on al segle xiii es reunia el consell general de la ciutat. Villanueva atribueix la tria de la destral al fet que era una arma que s'associava amb les amazones, la invenció de la qual s'atribuïa, segons Plini el Vell, a Pentesilea.
En si, i tot i que algunes obres el citen com a orde militar, no n'hi ha carta de fundació, ni estatuts ni organització jurídica; es tractava, més aviat d'un orde honorífic, d'una insígnia, distintiu o condecoració que podien portar les descendents de les primeres defensores per tal de perpetuar el fet.

## Actualitat
Avui, l'Orde de l'Atxa és una distinció atorgada per l'Ajuntament de Tortosa a les pubilles i pubilletes que representen les diferents entitats de la ciutat, en el marc de les festes de la Mare de Déu de la Cinta.